# EQT Ventures
EQT Ventures — це підрозділ венчурного капіталу шведського інвестиційного менеджера EQT AB. У травні 2016 року EQT Ventures оголосила про свій перший фонд обсягом €566 млн, який здійснює міноритарні інвестиції в європейські та американські технологічні компанії, у діапазоні від €1 мільйона до €50 мільйонів.
Інвестиції включають:
- Oden Technologies[4]
- Holidu[5]
- Riskmethods[6]
- Min Doktor[7]
- Wolt[8]
- Verto Analytics[джерело?]

- Unomaly[9]
- 3D Hubs[10]
- Service Partner One[11]
- Watty[12]
- myTomorrows[13]
- Small Giant Games[14]
- Peakon[15]
- HackerOne[16]
- Token[17]
- Netlify[18]
- Varjo[2]
- Natural Cycles[2]
- Permutive[2]
- Codacy[2]
- Tinyclues[2]
- Einride[19]
- Darkstore[20]
- Standard Cognition[21]
- Cytora[22]
- dott[23]
- Beamery[24]
- Handshake[25]
- AnyDesk[26]

## Зовнішні посилання
- Офіційний сайт